# Bobonong
Bobonong es una ciudad situada en el Distrito Central, Botsuana.Se encuentra a 80 km de Selebi-Phikwe. Es la sede del subdistrito de Bobirwa. Tiene una población de 19.389 habitantes, según el censo de 2011.